# تشارلي هوغن
تشارلي هوغن (بالإنجليزية: Charlie Hogan)‏ (23 أبريل 1926 في المملكة المتحدة - 25 أكتوبر 1992 في هولندا) هو لاعب كرة قدم بريطاني (وحمل سابقاً جنسية المملكة المتحدة لبريطانيا العظمى وأيرلندا) في مركز جناح ‏. لعب مع نادي بوري ونادي روتشديل ونادي ساوثبورت وويغان أتلتيك وأكرينجتون ستانلي ‏.